# 圣玛丽拉梅尔
圣玛丽拉梅尔（法語：Sainte-Marie-la-Mer，法語發音：[sɛ̃t maʁi la mɛʁ] ⓘ，2017年之前名为圣玛丽 (Sainte-Marie)）是法国东比利牛斯省的一个市镇，属于佩皮尼昂区。

## 地理
圣玛丽拉梅尔（42°43'38"N, 3°1'1"E）面积10.29 平方千米，位于法国奧克西塔尼大區东比利牛斯省，该省份为法国大陆部分最南部的省份，涵盖了北加泰罗尼亚，北起奥德省，西接阿列日省和安道尔，南与西班牙接壤，东临地中海。
与圣玛丽拉梅尔接壤的市镇（或旧市镇、城区）包括：托雷耶、维勒隆格-德拉萨朗克、鲁西永地区卡内。
圣玛丽拉梅尔的时区为UTC+01:00、UTC+02:00（夏令时）。

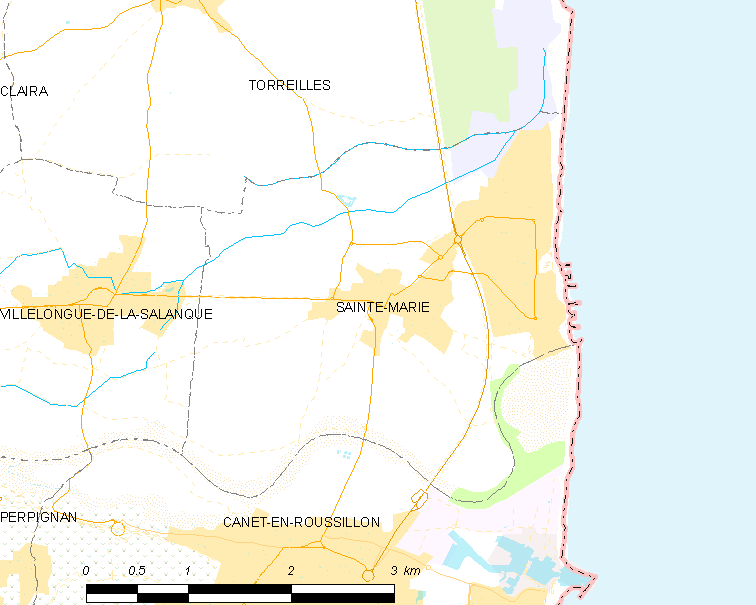
圣玛丽拉梅尔的OSM定位图

## 行政
圣玛丽拉梅尔的邮政编码为66470，INSEE市镇编码为66182。

## 政治
圣玛丽拉梅尔所属的省级选区为佩皮尼昂第二县。

## 人口

1962-2008年间圣玛丽拉梅尔人口变化图示

圣玛丽拉梅尔于2022年1月1日时的人口数量为4749人。